# Pseudoleptodeira latifasciata
Pseudoleptodeira latifasciata is een slang uit de familie toornslangachtigen (Colubridae) en de onderfamilie Dipsadinae.

## Naam en indeling
De wetenschappelijke naam van de soort werd voor het eerst voorgesteld door Albert Günther in 1894. Oorspronkelijk werd de naam Hypsiglena latifasciata gebruikt en later werd de soort aan het geslacht 'Leptodeira toegekend. Het is de enige soort uit het monotypische geslacht Pseudoleptodeira.

## Verspreiding en habitat
Pseudoleptodeira latifasciata komt voor in delen van Midden-Amerika en leeft endemisch in zuidelijk Mexico. De slang is hier te vinden in de deelstaten Colima, Oaxaca, Guerrero, Michoacán de Ocampo, Morelos, Puebla en Jalisco. De habitat bestaat uit droge tropische en subtropische bossen.

## Beschermingsstatus
Door de internationale natuurbeschermingsorganisatie IUCN is de beschermingsstatus 'veilig' toegewezen (Least Concern of LC).